# حسين آباد 25 (قلعة خواجة)
حسين آباد 25 (بالفارسية: حسین‌آباد) هي منطقة سكنية تقع في إيران في قسم قلعة خواجة الريفي. يقدر عدد سكانها بـ 71 نسمة .